# Герман Адольф (граф Липпе)
Герман Адольф Липпе-Детмольдский (нем. Hermann Adolf zur Lippe-Detmold; 31 января 1616 — 10 октября 1666) — граф Липпе-Детмольда.

## Биография
Герман Адольф — сын графа Симона VII Липпского и графини Анны Екатерины Нассау-Висбаден-Идштейнской (1590—1622). При Германе Адольфе в Детмольде состоялось несколько процессов над ведьмами. В 1663—1664 годах Герман Адольф принимал участие в 4-й Австро-турецкой войне, отправив на борьбу с турками роту из 140 ландскнехтов.

## Потомки
В 1648 году Герман Адольф женился на графине Эрнестине Изенбург-Бюдинген-Бирштейнской из Оффенбаха (1614—1665). У супругов родились:
- Симон Генрих (1649—1697), женат на бургграфине Амалии Дона-Вианенской из Гааги (1645—1700)
- Анна Мария (1651—1690)
- София Эрнестина (1652—1702)
- Иоганн Елизавета (1653—1690), замужем за графом Кристофом Фридрихом Дона-Лаукским (1652—1734)

После смерти Эрнестины Герман Адольф женился в 1666 году на двоюродной сестре, графине Амалии Липпе-Бракской (1629—1676), дочери Отто Липпе-Бракского. Брак остался бездетным.